# Harold Picior-de-Iepure
Harold Picior-de-Iepure sau Harold I (n. 1016, Northampton, Anglia, Regatul Unit – d. 17 martie 1040, Oxford, Regatul Angliei) a fost rege al Angliei din 1035 până în 1040. Porecla „Picior-de-Iepure” se datorează vitezei și abilităților sale de vânător. A fost fiul cel mic al regelui Knud cel Mare, rege al Angliei, Danemarcei și Norvegiei cu prima sa soție, Ælfgifu de Northampton.

## Biografie
Ca fiu al lui Knud și al soției sale Emma de Normandia, fratele după tată al lui Harold, Hardeknud, era moștenitorul legitim al celor două tronuri din Anglia și Danemarca. În absența fratelui său, Harold a preluat efectiv puterea în Anglia. El a fost recunoscut regent de către Hardeknud în 1036.
În conflict cu fratele său, Harold s-a autoproclamat rege al Angliei în 1037. Domnia lui este asociată cu orbirea și moartea lui Alfred, fiul Emmei și al lui Ethelred, care s-a întors în Anglia împreună cu fratele său Eduard, probabil pentru a prelua tronul. Harold nu s-a căsătorit dar a avut un fiu nelegitim, Ælfwine care a devenit călugăr pe continent.
Harold a murit la Oxford în 1040, în timp ce Hardeknud se pregătea să invadeze Anglia. El a fost îngropat la Westminster, dar fratele său l-a exhumat și l-a aruncat într-o mlaștină.